# 1989 în film
- 1988 în cinematografie — 1989 în cinematografie — 1990 în cinematografie

## Filmele cu cele mai mari încasări
| #   | Titlu                              | Studio                         | Încasări mondiale |
| --- | ---------------------------------- | ------------------------------ | ----------------- |
| 1.  | Indiana Jones and the Last Crusade | Paramount Pictures / Lucasfilm | $474,171,806      |
| 2.  | Batman                             | Warner Bros. / PolyGram        | $411,348,924      |
| 3.  | Back to the Future Part II         | Universal Pictures             | $331,950,002      |
| 4.  | Look Who's Talking                 | TriStar Pictures               | $296,999,813      |
| 5.  | Dead Poets Society                 | Touchstone Pictures            | $235,860,116      |
| 6.  | Lethal Weapon 2                    | Warner Bros.                   | $227,853,986      |
| 7.  | Honey, I Shrunk the Kids           | Walt Disney Pictures           | $222,724,172      |
| 8.  | Ghostbusters II                    | Columbia Pictures              | $215,394,738      |
| 9.  | The Little Mermaid                 | Walt Disney Pictures           | $184,155,863      |
| 10. | Born on the Fourth of July         | Universal Pictures             | $161,001,698      |

## Premii

### Oscar
- Cel mai bun film:  Driving Miss Daisy
- Cel mai bun regizor:
- Cel mai bun actor:
- Cea mai bună actriță:
- Cel mai bun film străin:

Articol detaliat: Oscar 1989

### César
- Cel mai bun film:
- Cel mai bun actor:
- Cea mai bună actriță:
- Cel mai bun film străin:

Articol detaliat: Césars 1989

### BAFTA
- Cel mai bun film:
- Cel mai bun actor:
- Cea mai bună actriță:
- Cel mai bun film străin: